# Saxegothaea
A Saxegothaea a tűlevelűek (Pinopsida) osztályába sorolt fenyőalakúak (Pinales) rendjében  a kőtiszafafélék (Podocarpaceae) családjának egyik nemzetsége mindössze egyetlen fajjal:
- patagóntiszafa (Saxegothaea conspicua).

## Származása, elterjedése
A Déli-Andok középső részéről származik.

## Megjelenése, felépítése
Mintegy 15 m magasra nő meg; a kisebb példányok bokorszerűek. Hajtásai árnyékban 2–4 évig zöldek maradnak, a napon gyorsan megvörösödnek. Kérge a közönséges tiszafáéhoz hasonlóan, vörös és bíbor csíkokban hámlik le. Ágai kissé lecsüngőek.
Lombja sötétzöld; a levelek fonáka sárgás; rajta a légzőnyílások csíkjai ezüstösek. 20 mm hosszú, 2 mm széles, tűlevelei szabálytalan sorokban nőnek. Ívesek, kemények, hegyesek, de nem szúrósak.
1 cm-es tobozai a hajtások végén nőnek.

## Életmódja, termőhelye
Eredeti élőhelyén erdőkben, elegyfaként nő; meglehetősen ritka. csapadékigényes; az enyhébb éghajlatot kedveli. A Kárpát-medencében nem télálló.

## Felhasználása
A mérsékelt égöv óceáni éghajlatú részein dísznövénynek ültetik. Nyugat-Európa parkjaiban szórványosan fordul elő.